# مزرعه الوند
مزرعه الوند یک روستا در ایران است که در دهستان تنکمان واقع شده‌است.